# MCMXC a.D.
MCMXC a.D. (римските цифри означават годината 1990, а a.D. е погрешното изписване на абревиатурата „Anno Domini“/„След Христа“) е дебютният албум на немската ню ейдж/етно група Енигма, начело с Майкъл Крету. Това е концептуален албум, който се счита за един от най-важните и емблематични за целия ню-ейдж жанр. Скоро след издаването на албума популярността му надминава и най-смелите очаквания на Крету, достигайки първо място в класациите на общо 41 държави.
От този албум са издадени четири сингъла: „Sadeness (Part I)“, „Principles of Lust“, „Mea Culpa (Part II)“ и „The Rivers of Belief“. „Sadeness (Part I)“ и „MCMXC a.D.“ едновременно достигат челните позиции в английските класации за сингъл и албум през януари 1991. В САЩ „Sadeness (Part I)“ достига пето място в Билборд Топ 100, а албумът шесто място в Билборд Топ 200 и остават в класациите за общо 282 седмици (около 5 години и 4 месеца).

## Тематика
Основната тема на MCMXC a.D. може да бъде открита в постоянната битка в живота между религията и сексуалността. Най-известната песен от албума „Sadeness (Part I)“ поставя под въпрос личните вярвания на Маркиз дьо Сад, който се е превърнал в нарицателно име за удоволствието от болка. Други теми, които могат да се открият в албума са базирани на различни християнски вярвания и на Откровението на Йоан за края на света.

## Фактология
- Използваният специален рог в началото на албума скоро след това ще добие популярност като „Рогът на Енигма“ и ще бъде използван като интро във всичките им останали студийни записи.
- Гласът говорещ в песента „The Voice of Enigma“ е на тогавашния изпълнителен продуцент на Върджин Рекърдс Луиза Стенли.
- Грегорианското песнопение използвано в „Sadeness (Part I)“ е „Procedamus in pace!“.
- Триъгълниците и флейтите шакухачи се превръщат в запазена марка в звученето на Енигма.
- Съпругата на Майкъл Крету Сандра осигурява по-голяма част от женските вокали в албума.
- Песента „Callas Went Away“ е посветена на гръцката оперна певица Мария Калас.
- В песента Mea Culpa е използван напевът „Kýrie Eléison“ от Liber Usualis.
- „The Voice and The Snake“ е базирана на песента „Seven Bowls“ на гръцката прогресив рок група Aphrodite's Child, от която е тръгнал известният гръцки композитор Вангелис.
- В началото на „Knocking on Forbidden Doors“ се чува чупенето на купа.
- Използвано е песнопението „Salve Regina“ в края на „Knocking on Forbidden Doors“.
- В началото на три-актовата „Back to the Rivers of Belief“ е използван част от музиката на композитора Джон Уилямс за филмовата класика на Стивън Спилбърг „Близки срещи от трети вид“, който е любим на Крету.
- „Back to the Rivers of Belief“ е единствената песен, в която пее и самият Майкъл Крету.
- Към края на три-актовата песен „Back to the Rivers of Belief“ се чува Откровение 8:1: „Когато сне седмия печат, настана тишина на небето, около половина час.“ („When the Lamb opened the seventh seal, silence covered the sky“).
- Албумът поражда доста противоречиви коментари от критици и слушатели заради естеството на тематиката, засягаща религия и сексуалност.
- Клипът на „Principles of Lust“ е забранен за излъчване по MTV и няколко други музикални канала, поради съдържанието на видеото.
- Няколко големи музикални канала отказват да излъчват „Sadeness (Part I)“, когато излиза като видеоклип.
- Албумът е забранен в няколко държави, където е обявен за богохулство и грехопадение.
- От този албум се вдъхновяват такива групи и изпълнители като Era, Delerium, Gregorian, Сара Брайтман и B-Tribe.
- „MCMXC a.D.“ е толкова успешен, че Крету получава 1,4 милиона заявки за следващия си албум „The Cross of Changes“, който излиза едва 3 години по-късно, още преди този албум да е отпаднал от класациите.
- Дъждът в началото на „Mea Culpa“ е семпъл от песента на Блек Сабат „Black Sabbath“.
- Албмуът достига първо място в 41 страни.
- Откровението за Седмия печат е включено в седмата песен от албума и се чува в седмата минута и седмата 7 секунда, въпреки че някои препечатки на албума дават началото на Откровение 8:1 едва на 17 секунда от седмата минута.
- Песните в албума са така оформени, че да преливат от една в друга без да се усеща къде свършва едната и другата.
- Не е разкрит кой е мъжът, който осигурява вокалите за „Sadeness (Part I)“. Крету го определя като свой близък приятел.

## Песни
- Стандарното издание има следните песни, които в някои издания са разпределени като 7 стандартни песни, а в други като 5 стандартни и 2 3-актови песни:

1. „The Voice of Enigma“ – 2:21
2. „Principles of Lust“ – 11:43:
A. „Sadeness“
B. „Find Love“ 

C. „Sadeness (reprise)“
3. „Callas Went Away“ – 4:27
4. „Mea Culpa“ – 5:03
5. „The Voice & The Snake“ – 1:39
6. „Knocking on Forbidden Doors“ – 4:31
7. „Back to the Rivers of Belief“ – 10:32
A. „Way to Eternity“ 

B. „Hallelujah“ 

C. „The Rivers of Belief“

- Лимитираното издание съдържа стандартните песни плюс четири допълнителни бонус песни:

8. Sadeness (Meditation) – 2:43
9. Mea Culpa (Fading Shades) – 6:04
10. Principles of Lust (Everlasting Lust) – 4:50
11. The Rivers of Belief (The Returning Silence) – 7:04
- През 1999 албумът е преиздаден заедно с допълнителен диск включващ по три ремикса от две песни:

1. „Sadeness – Part I (Meditation Mix)“ – 3:00
2. „Sadeness – Part I (Extended Trance Mix)“ – 5:01
3. „Sadeness – Part I (Violent U.S. Remix)“ – 5:03
4. „Mea Culpa – Part II (Fading Shades Mix)“ – 6:13
5. „Mea Culpa – Part II (Orthodox Version)“ – 4:00
6. „Mea Culpa – Part II (Catholic Version)“ – 3:55